# Life's a Riot with Spy Vs Spy
Life's a Riot with Spy Vs Spy è l'EP d'esordio come solista del cantante inglese Billy Bragg.

## Realizzazione
Registrato agli inizi di febbraio del 1983, presso gli studi Chappell Music di Londra e pubblicato nel maggio seguente dalla Charisma Records (tramite la sotto-etichetta Utility), l'EP venne stampato per essere suonato a 45 giri, piuttosto che nel più usuale 33, e conteneva sette canzoni, per una durata di soli 16 minuti.
Il disco, che ottiene subito l'attenzione del pubblico finendo per vendere oltre 150 000 copie e raggiungendo la posizione numero 30 nella Official Albums Chart nel gennaio 1984, contiene già molti semi del linguaggio musicale di Bragg: voce e chitarra elettrica, ritmica ruvida e scarna con accordi potenti ma spogli di qualsiasi orpello, brani politicamente impegnati, come ad esempio l'attacco al sistema scolastico e al problema della disoccupazione di To Have and To Have Not, ma anche canzoni più intimistiche e sentimentali come The Milkman of Human Kindness e A New England (poi ripresa e portata al successo dalla cantante Kirsty MacColl fino al numero uno delle top chart nel 1985).
Life's a Riot venne poi ristampato sia nel novembre del 1983 dalla Go! Discs, che nel 2006, come parte di una serie di riedizioni di dischi del proprio catalogo e con l'aggiunta di un bonus disc con versioni alternative e materiale inedito prodotto e rielaborato da Grant Showbiz.

## Tracce
1. The Milkman of Human Kindness – 2:49
2. To Have and to Have Not – 2:33
3. Richard – 2:51
4. A New England – 2:14
5. The Man in the Iron Mask – 2:13
6. The Busy Girl Buys Beauty – 1:58
7. Lovers Town Revisited – 1:19

## Musicisti
- Billy Bragg - voce, chitarra
- Dave Woodhead - tromba